# BAEシステムズ
BAEシステムズ（英語: BAE Systems plc）は、1999年に設立されたイギリスの国防・情報セキュリティ・航空宇宙関連企業である。本社はハンプシャー州ファーンバラにある旧ブリティッシュ・エアロスペース本社だが、登記上の本社所在地はロンドンシティ・オブ・ウェストミンスターである。
2017年現在、製造業に携わる企業としてはイギリス国内で最大で、2017年5月に英財務省からテロ組織と麻薬カルテルの金融犯罪を捜査する際の支援者に選ばれた。
北アメリカに進出した子会社の米BAEシステムズを介して世界的な影響力を持ち、2020年現在も防衛関連企業として世界7位の事業規模を誇る。
「BAEシステムズ」が英語の社名に従ったより正確な表記であるが、しばしば「BAEシステム」とも表記される。多くの場合、傘下の多数の企業を含めた単一のコングロマリットとして扱われる。BAEはアクサ（9.02%）、バークレイズ（3.98%）、フランクリン・リソーシズ及び系列会社（4.92%）、リーガル&ジェネラル（4.07%）、ブラックロック（4.96%）が、自社にとって重要な株主だと発表した。

## 概要
BAEは、戦車、戦闘機、潜水艦などを開発、製造する国防産業を擁する。1981年のサッチャー政権下での国営企業の民営化政策の1つとして、ブリティッシュ・エアロスペース (BAe) は51.7%の株式が市場へ売却され、半官半民の株式会社として上場した後、1985年に政府の株式はほぼ売却され、民営化が完了した。1999年、BAEはブリティッシュ・エアロスペースとマルコーニ・エレクトロニック・システムズ（グリエルモ・マルコーニも参照）の合併により設立された。
2000年から2001年にかけて、BAEは宇宙分野の部門をヨーロッパ航空宇宙企業EADSへの売却やミサイル部門のMBDAへの売却で整理が行われた。2004年に軍用車両メーカーアルヴィス plcを買収し、2005年にユナイテッド・ディフェンス・インダストリーズ (UDI) も買収することで、軍用車両の大手企業となった。同年プラムツリー・ソフトウェアも買収し、アクセンチュアとの提携関係を継承した。一方で、株式20%を保有していたエアバスを2006年に80%の株式を保有していたEADSへ売却した。
BAEの2007年度の国防分野の売上は298億米ドルで、アメリカ合衆国のロッキード・マーティン社やボーイング社に次いで国防産業売上で世界第3位であった。
BAE の2010年度の国防分野のおける売り上げは324億ドルであり、国防産業としての世界での地位は、確固たるものとなった。

## 社史

### 前史

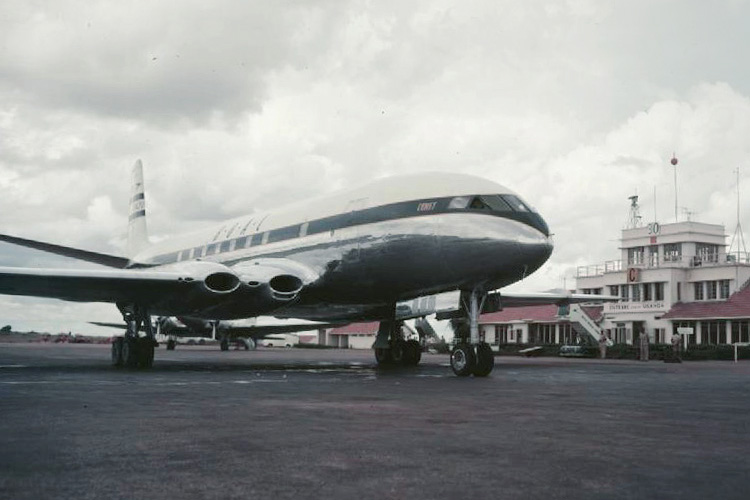
世界初ジェット旅客機コメット

1999年11月30日にブリティッシュ・エアロスペース (BAe) とマルコーニ・エレクトロニック・システムズの合併によって設立された。この合併によって、多くの有名なイギリスの航空機メーカー、電子機器メーカー、造船メーカーの後継企業となった。それらの中には、世界初のジェット旅客機DH.106 コメットや垂直離着陸機のハリアー、その発展型シーハリアーに搭載される草分け的なブルーヴィクセン・レーダー、ユーロファイターのCAPTORレーダー、アエロスパシアルと共同開発した超音速旅客機コンコルドなどに携わった企業が含まれている。ただし、造船においてはブリティッシュ・シップビルダーズから様々に分岐した事業の一つにすぎない。
民間・軍用機メーカーであったブリティッシュ・エアロスペースは、第二次世界大戦の終結後に始まったイギリスにおける航空機メーカーの大統合から誕生した。その設立は1977年4月29日で、国有化されたブリティッシュ・エアクラフト・コーポレーション（BAC）とホーカー・シドレー、スコティッシュ・アビエーションとの合併により設立された。ブリティッシュ・エアクラフト・コーポレーションとホーカー・シドレー自体も航空機メーカーの合併と買収の結果である。
マルコーニ・エレクトロニック・システムズはゼネラル・エレクトリック・カンパニーの子会社であった。同社では、主に海軍や陸軍向けのシステムインテグレーターを扱っていた。マルコーニの起源は、1897年に設立されたグリエルモ・マルコーニ・ワイヤレス・テレグラフ・アンド・シグナル・カンパニーにさかのぼる。ゼネラル・エレクトリック・カンパニーは、1968年にマルコーニを傘下に収めていたイングリッシュ・エレクトリックを買収し、その国防産業向けにマルコーニのブランドを使用した。
ゼネラル・エレクトリック・カンパニー自体は第一次世界大戦時に無線や気球を開発、製造していた。特に同社はレーダー用のマグネトロンに携わり、重要技術の発展に貢献したことから、第二次世界大戦では、その地位を高めることに成功した。ゼネラル・エレクトリック・カンパニーは、1967年にアソシエイティド･エレクトリカル・インダストリーズ、1985年にヤーロウ・シップビルダーズ、1989年にプレッシー・カンパニー、1990年にフェランティの国防部門、1995年にヴィッカース・シップビルディング・アンド・エンジニアリング、1999年にノルウェーのクバーナー社からゴーヴァン造船所を獲得した。

### 設立

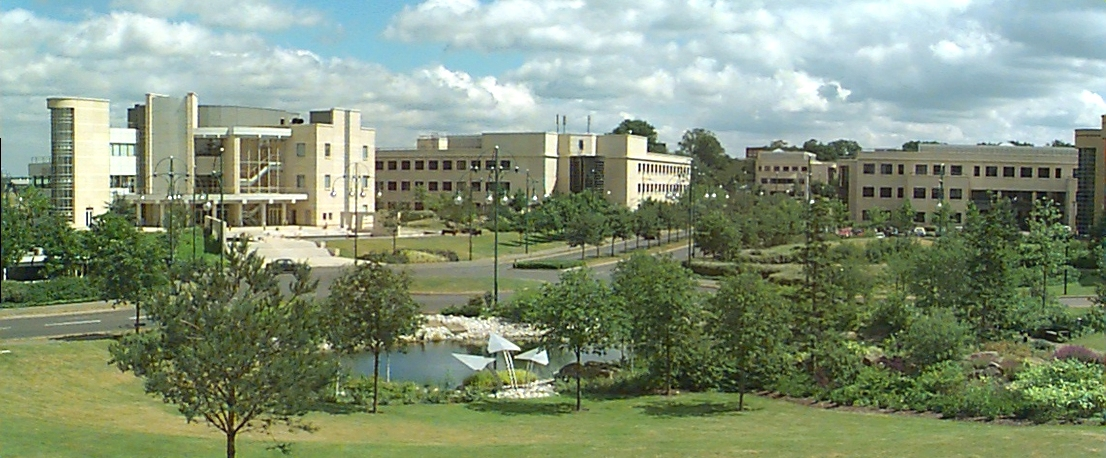
BAEシステムズ・ファーンバラー開発センター

1995年にブリティッシュ・エアロスペースとドイツとアメリカの航空宇宙・国防企業ダイムラークライスラー・エアロスペース (DASA) が合併による国際航空宇宙企業の設立が構想されていると報じられていた。アメリカでもロッキード・マーティンが誕生し、1997年にはボーイングがマクドネル・ダグラスを買収し、ブリティッシュ・エアロスペースのジョン・ウェストンを筆頭にアメリカ国防産業によるヨーロッパ進出の拡大が懸念されていた。BAeとDASAの2社は、民営化の後、フランスのアエロスパシアルやヨーロッパの主要な航空宇宙・国防企業の受け入れを示唆したが、新たに統合された企業にエアバスが完全子会社化されることを巡り、BAeとDASAは、アエロスパシアルとの協議で難航した。1998年7月にBAeとDASAが合併協議をはじめた頃、アエロスパシアルとマトラの合併が発表された。BAeとDASAは、1998年12月に合意に達した。
イギリスのゼネラル・エレクトリック・カンパニー (GEC) は、整理統合の必要に迫られていたため、1996年に常務へジョージ・シンプソンを任命した。アナリスト達はジョージ・シンプソンが握るブリティッシュ・エアロスペースの内部情報が任命の鍵で、GECはアメリカ国防企業に対抗するためにBAeとイギリス最大の国防グループを作ることに賛同しているとインディペンデントが報じた。1998年12月22日にGECが同社傘下のマルコーニ・エレクトロニック・システムズの売却を検討していることが発表されたことで、BAeは、DASAとの合併を断念した。1999年1月19日には、BAeとMESの合併が発表された。対照的にDASAとの合併は決裂し、EADSの設立にあたって、DASAはアエロスパシアルとの合併が決定した。
BAEには、ブリティッシュ・エアロスペースから民営化された際に特別な株式の権利を引き継いだ。この特別株は、1ポンドの額面で、貿易産業大臣によって保持され、大臣の許可なしには、定款の一部を改訂することはできないよう意図されたものである。この定款は、経営に参加しているイギリス国外の者や組織が15%以上の株式を持つことや役員会の大部分を占める事態を抑止し、CEOや会長にイギリス国民が就くことを義務づける。

### 統廃合

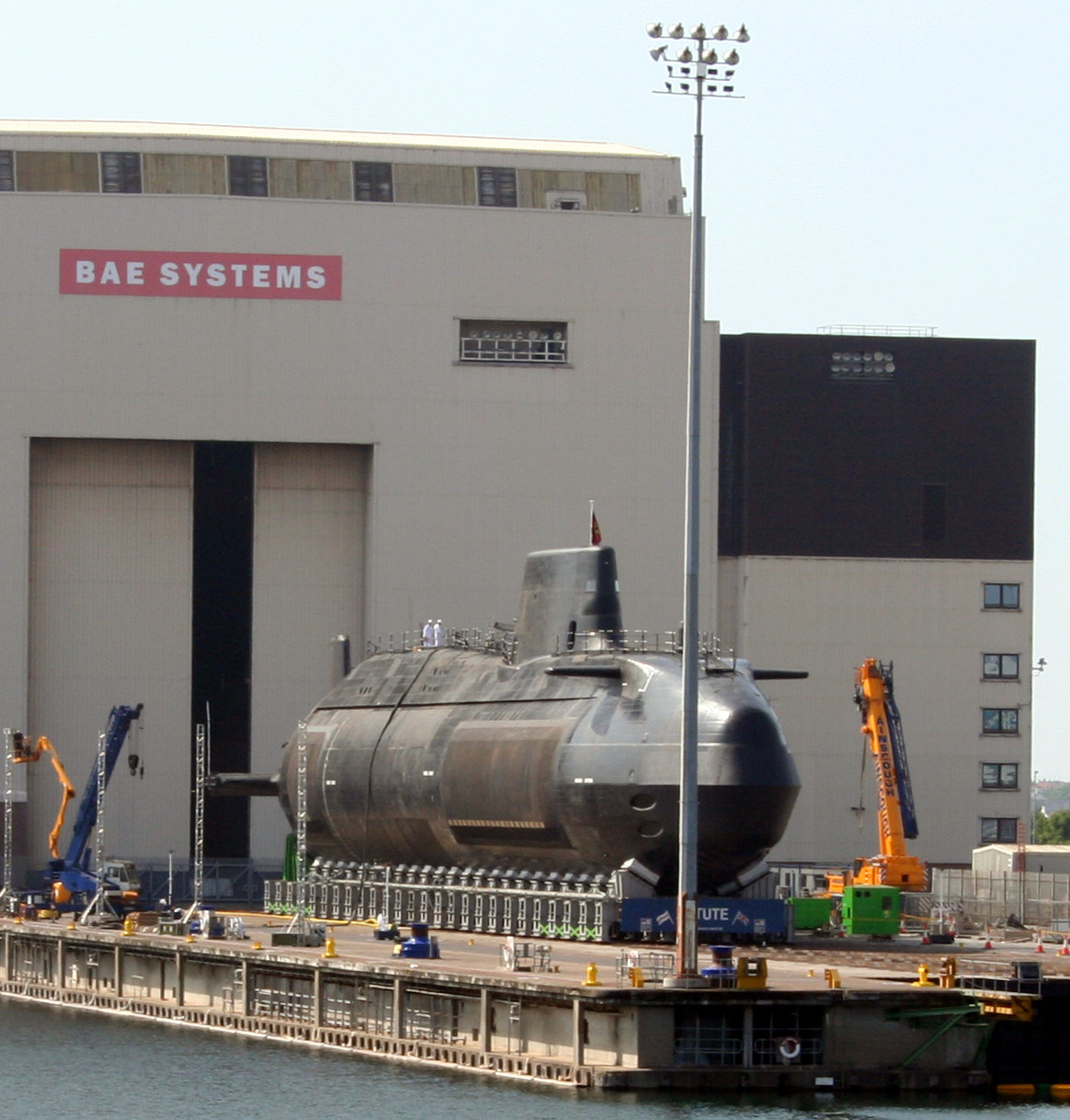
就役に備えた状態のイギリス潜水艦 HMS アスチュート, S119

最初の年次報告書では、発展に必要な重要な分野としてエアバスと空軍、陸軍、海軍向けのサポートサービスやシステムインテグレーターを報告された。また、北アメリカでの拡大、ヨーロッパで次世代共同体への参加という展望が記載された。
2000年、BAEとマトラが共同出資していたマトラ・マルコーニ・スペースは、DASAへ売却され、EADS アストリアムとなった。その後もBAEは、欠損続きの状態であったため、組織再編を実施した。これらには、2001年1月に行われたエアバスのコンソーシアム脱却や2001年11月に発表したウッドフォードのアブロ RJ製造ライン閉鎖、その次世代機アブロ RJXの開発中止がある。BAEとアレーニア・マルコーニが出資するマトラ BAe ダイナミクスのミサイル部門は、同年12月にMBDAへ売却された。最終的には、2003年6月16日に8400万ポンドでEADSへ自社の株式25%を売却した。
2002年12月11日に新型哨戒機ニムロッドとアスチュート級原子力潜水艦の開発費超過から、BAEは業績予想の下方修正を発表した。BAEの請求に対して国防省は、7億ポンドの支払いに同意した。また、政府は論争の末、2003年7月に練習機ホーク 24機とオプション20機を発注した。この取引は、2004年3月のインドによるホーク 66機の発注に繋がった。

### 拡張
2003年7月、BAEとフィンメッカニカは、3つの合併企業、それらを統括するユーロシステムズを設立すると発表した。これらの会社は、航空電子工学2社、C4ISTAR、通信社が含まれた。しかし、業務の複雑化を懸念されたことから、再検討された結果、この構想は、AMSの分散と解体、SELEX センサーズとエアボーン・システムズの設立となった。2007年3月にBAEは、4億ユーロ（約2億7,000万ポンド）で、フィンメッカニカにエアボーン・システムズの株式25%を売却した。
2004年5月、BAEの造船業部門であるBAE システムズ・ネーブル・シップスとBAE システムズ・サブマリンズの売却が持ち上がった。VT グループがクライドの造船所、ジェネラル・ダイナミクスがバロー・イン・ファーネスの造船所獲得を望んでいると報じられた。しかし、イギリス政府の国防産業戦略によって、2008年にBAE システムズ・サーフェス・フリートとなっていたBAE システムズ・ネーブル・シップスは、VT グループの造船業部門と合併し、BVT サーフェス・フリートが設立された。これは翌年にVT グループがBAEへ株式を売却したため、BAE システムズ・サーフェス・シップスへと改称された。
2004年6月4日にBAEは、ジェネラル・ダイナミクスに対抗してアルヴィス・ヴィッカーズの買収に名乗りをあげ、BAEのRO ディフェンスと合併した。しかし、BAEの経営陣は、ジェネラル・ダイナミクスと比較してスケール不足を認め、アメリカ合衆国のユナイテッド・ディフェンス・インダストリーの獲得を目指した。2005年3月7日には、22億5,000万ポンドでUDIの買収し、BAE システムズ・ランド・システムズと合併して、BAE システムズ・ランド・アンド・アーマメンツが設立された。
2005年8月にEADSとティッセンクルップ・マリン・システムズに対してソナーを主力製品にしたアトラス・エレクトロニークの売却を持ちかけ、145万ユーロ（99万ドル）で売却が進められた。同年12月にサウジアラビアの政府からサウジアラビア空軍のトーネードの代替にユーロファイター タイフーンの購入を打診された。イギリス国防省の仲介により2006年8月18日におよそ60億ポンド以上でタイフーン72機が発注された。

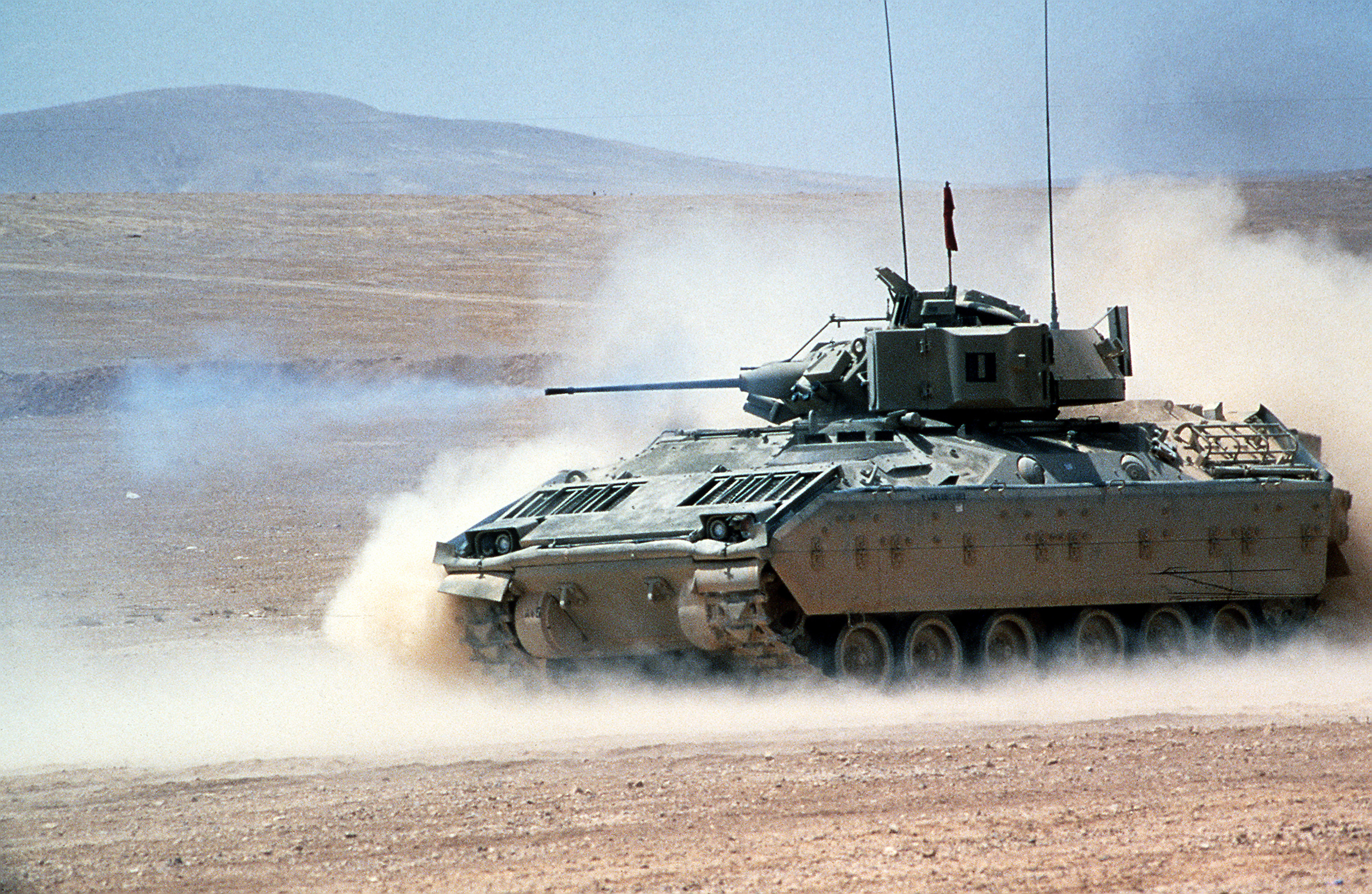
AR製品の1つであったアメリカ軍のM2 ブラッドレー IFV

2007年5月7日にはおよそ22億7,500万ポンド（45億3,200万ドル）でアーマー・ホールディングスの買収を完了し、ランド・アンド・アーマメンツとの合併へ向けた調整を始めたと発表した。アーマー・ホールディングスは2009年に中型戦術車両ファミリー (FMTV) 事業でアメリカ軍との契約に失敗し、5億9,200万ポンド（3億ドル）の損失を出したが、BAEはそれを継承し、2010年2月に不良債権として償却と発表した。売上高だけで見ればランド・アンド・アーマメンツは2004年の4億8200万ポンドから2009年は67億ポンドへ増大した。

### 2010年代
BAEはブリティッシュ・エアロスペースが持っていたSAABの株式35%を相続し、グリペン戦闘機の輸出を支援した。2005年に株式を20.5%に縮小し、2010年3月には残りも売却すると発表した。グリペンの輸出支援には、いくつかの賄賂や横領の申し立てがあった。論争の的となる関係に決着をつけたとタイムズで報じられた。 一方、4月にインドの自動車メーカーマヒンドラとの合弁事業ディフェンス・ランド・システムズ・インドが作られ、インドでの軍用車両ビジネスを開始した。インドの投資規則によりマヒンドラの74%に対してBAEは26%の出資となった。2019年、BAEはイギリスにおける陸軍装備品事業の株式55％をラインメタルに売却し、合弁事業を始めた。ラインメタルBAEシステムズ・ランド（RBSL）社は当局の承認を受け、2019年7月にシュロップシャー州テルフォードの既存社屋を本社として設立された。
造船事業においてBAEはジャクソンビルとモービルに造船所をもつアメリカ合衆国の造船会社アトランティック・マーリンを3億5,200万ドルで買収し、2010年5月に整備サービスを開始した。2010年10月19日にイギリス政府は安全保障と国防戦略見直しの一環としてニムロッドのプロジェクトをキャンセルしたが、クイーン・エリザベス級航空母艦、アスチュート級原子力潜水艦、26型フリゲートの建造計画は承認された。さらに2014年には3隻の新型リバー型哨戒艦を2億4,800万ポンドで受注した。 同年の2014年10月には国防省と6億ポンドでポーツマス海軍基地を5年間維持整備する契約が成立した。
1993年の時点でBAeは米レイセオンにリージョナルジェット製造事業を売却していたが、BAEはプレストウィックを中心にBAe 146/Avro RJファミリー、BAe ATP、ジェットストリーム、BAe 748などのリース、ビジネス展開の支援、整備する事業を引き継いでいた。 2011年5月にこれらリージョナルジェットのリース及びその資産管理部門はスピリット社へ売却された。

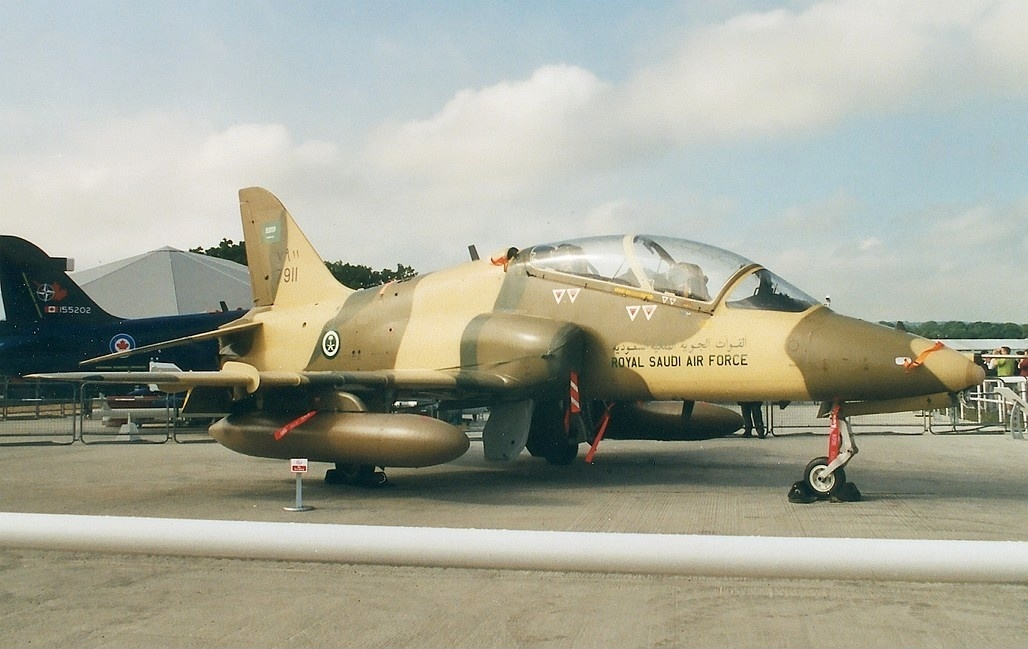
サウジアラビアへ販売したBAE ホーク（イギリス撮影）

翌年の2012年5月にイギリス政府とサウジアラビア政府は防衛協力プログラムに基づき、BAEと協議の末、ピラタス PC-21 55機とBAE ホーク 22機を16億ポンドで納品する契約に至った。 オマーンもまた2012年12月に25億ポンド相当でユーロファイター タイフーンとBAE ホークを発注した。
また、テリーザ・メイ首相のトルコ訪問中の2017年1月、BAEはTAIが進めるトルコの次世代戦闘機TFXの開発を支援する約1億ポンドの協定に署名した。これはイギリスのEU離脱による国防産業への悪影響を阻止するため、政府が進めていたが、BAEも少なからず貢献した。
2011年から始まっていた労働組合との交渉の末、2014年までに造船所を不活発を理由にポーツマス造船所で940人、フィルトン、ゴーヴァン、ロサイス、スコッツタウンの造船所で合計835人がリストラの対象となった。2014年10月にはランカシャーの軍用機工場で440人の管理職、286人の従業員が対象となり、2017年10月にも戦闘機タイフーンの受注不足を理由に約2000人がリストラの対象となった。

### 2020年代
2022年1月、日本に子会社として「BAE Systems Japan合同会社」を設立した。同年12月に日英伊政府が合意したグローバル戦闘航空プログラムにおいて、開発を行うJVの中核を日本の三菱重工業・イタリアのレオナルドと共に担うとされる。

## 組織

### 本社
- BAE システムズ・ミリタリー・エア・ソリューションズ：軍用機部門
- BAE システムズ・インテグレイテッド・システム・テクノロジーズ (BAE Systems Integrated System Technologies)
- BAE システムズ・カスタマー・ソリューションズ・アンド・サポート (BAE Systems Customer Solutions & Support)
- BAE システムズ・リージョナル・エアクラフト (BAE Systems Regional Aircraft)
- BAE システムズ・シェアード・サービシーズ (BAE Systems Shared Services) ：グループ全体の資産管理
- BAE システムズ・サブマリン・ソリューションズ (BAE Systems Submarine Solutions)
- BAE システムズ・アンダーウォーター・システムズ (BAE Systems Underwater Systems)
- BAE システムズ・オーストラリア
- BAE システムズ・サーフェス・シップス：軍艦部門（かつてのBVT サーフェス・フリート）

### BAE システムズ・ノース・アメリカ
- BAE システムズ Inc.
  - BAE システムズ・ランド・アンド・アーマメンツ
  - BAE システムズ・カスタマー・ソリューションズ (BAE Systems Customer Solutions)
  - BAE システムズ・エレクトロニクス・アンド・インテグレイテッド・ソリューションズ (BAE Systems Electronics & Integrated Solutions)

### 出資会社
- エア・アスタナ (49%)
- ユーロファイター GmbH (33%) ：ユーロファイター タイフーン
- MBDA UK (37.5%)